# Rio Shebelle

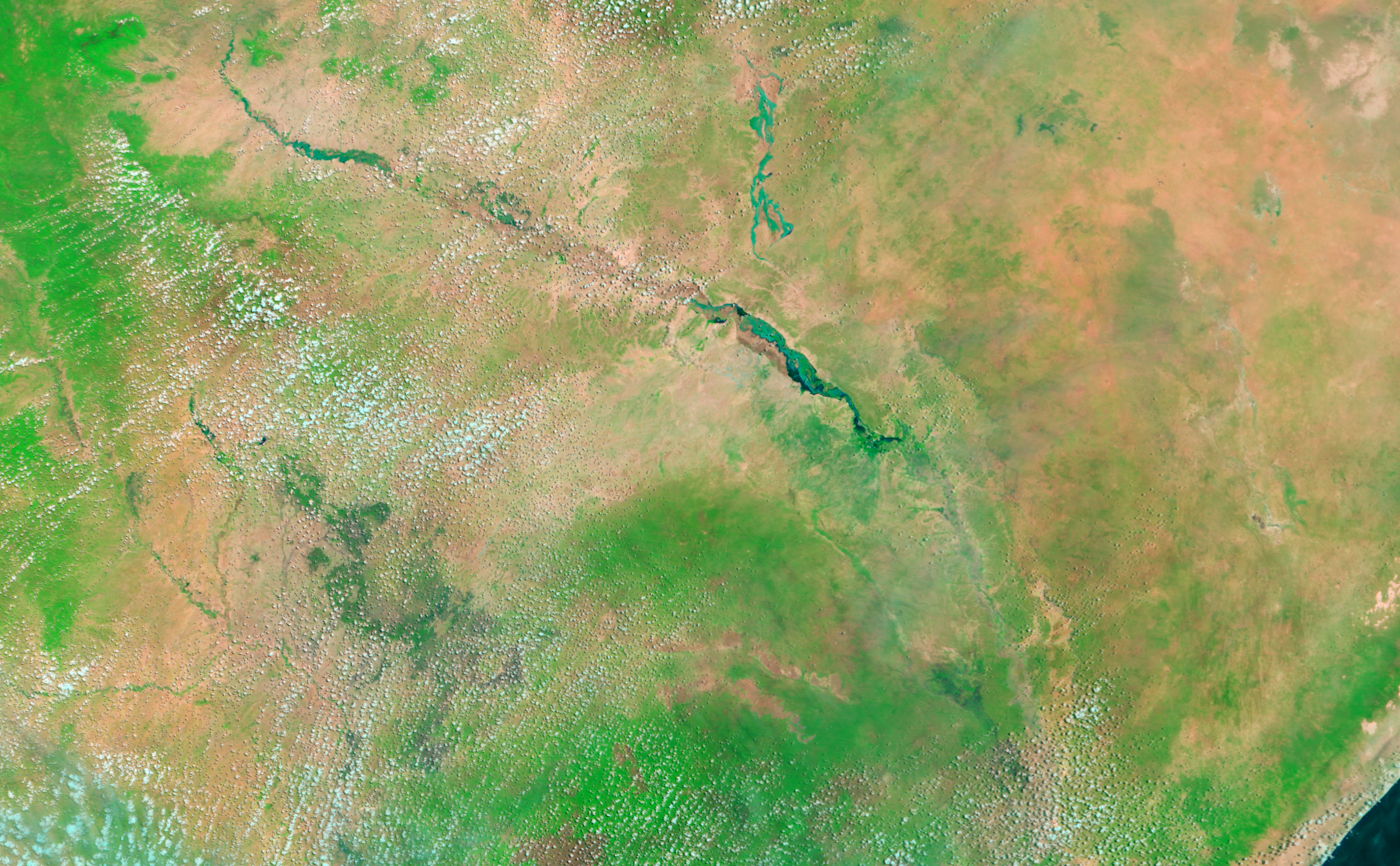
Rio Shebelle

O Rio Shebelle (Somali: Webi Shabeelle, italiano: Uebi Scebeli) é um rio que nasce no Planalto da Etiópia e flui no sentido sudoeste para a Somália em direção a Mogadíscio. Perto de Mogadíscio, o rio faz uma curva acentuada para sudoeste, seguindo a costa. Abaixo de Mogadíscio, o rio se torna sazonal. Durante a maior parte dos anos, o rio seca perto da foz do rio Juba, enquanto em épocas de chuvas intensas, o rio chega efetivamente ao Juba e, com isso, ao Oceano Índico.